# Shaun Lynn
Pas d'image ? Cliquez ici
Shaun Lynn, né le 13 novembre 1962 à Tripoli est un pilote automobile britannique. Il a notamment participé aux 24 Heures du Mans, en 2011.

## Carrière
Il remporte le Tour Auto Optic 2000 en 2009 au volant d'une Ford GT40, et réitère en 2012 lors de la 21e édition avec une AC Cobra.
En 2011, il participe aux 24 Heures du Mans au volant de la Ferrari F430 GTC de CRS Racing engagée en catégorie GTE Am. L'équipage abandonne sur accident le soir de la course,. La même année, il prend part aux courses de l'Intercontinental Le Mans Cup avec CRS Racing, mais il remplacé par Tim Mullen (en) à partir de la manche de Silverstone,.
En 2014, il remporte pour la troisième fois le Tour Auto Optic 2000 au volant d'une AC Cobra,. La même année sur le circuit des 24 Heures du Mans, il s'impose lors de la première course des Groupe C Racing disputée dans le cadre des Le Mans Legend (en).
En 2017, il rejoint l'équipage de la Ligier JS P3 de United Autosports en European Le Mans Series.